# سنترال تیبل لندز
سنترال تیبل لندز (به انگلیسی: Central Tablelands) ناحیه‌ای واقع در ایالت نیو ساوت ولز در استرالیا می‌باشد. از اصلی‌ترین شهرهای این ناحیه می‌توان به اورنج، بثرست، موجی، اسپرینگ‌وود، کاتومبا، لیتگو، بلکهیث، پورتلند، گولگونگ، ولینگتون، کوورا، اوبرون، و بن بولن اشاره کرد.